# Fulvia Franco
Fulvia Franco (Trieste, 21 maggio 1931 – Roma, 15 maggio 1988) è stata un'attrice italiana eletta Miss Italia 1948.

## Biografia
Fulvia Ilda Franco nasce a Trieste dal marittimo Aristide Franco e da Marcella Mafalda Magrin.
Dal 1945 al 1946 fece parte della squadra nazionale di ginnastica artistica, in questo contesto incontrò in una gara Lucia Bosè.
Nel 1948 la conquista del titolo di Miss Italia nella finale di Stresa la portò a una breve apparizione, nei panni di sé stessa, nel film Totò al Giro d'Italia, di Mario Mattoli.
Triestina, la sua elezione rappresentò un simbolo patriottico, in quanto la città di Trieste all'epoca era parte del Territorio Libero di Trieste.
La carriera cinematografica di Fulvia Franco, imperniata sulla sua avvenenza fisica, proseguì principalmente in film in cui interpretava ruoli di femme fatale, in commedie ambientate nel mondo dello spettacolo, in pellicole del filone strappalacrime e del filone mitologico.

## Vita privata
Nel 1950 sposò il pugile e attore Tiberio Mitri, anche lui triestino e tra gli sportivi simbolo dell'Italia di quegli anni. Il matrimonio fu messo subito a dura prova dalla trasferta in America, dove Mitri doveva sostenere alcuni incontri, e dalle ambizioni hollywoodiane della Franco. I due, che nel 1951 ebbero un figlio, Alessandro (successivamente morto nel 1981, all'età di 30 anni, per overdose di droga), si separarono nel 1954.
Muore a Roma nel maggio 1988, pochi giorni prima di compiere 57 anni, a causa di un tumore. La famiglia ne dette l'annuncio solamente nella mattina del 23 maggio, a esequie avvenute.

## Filmografia

### Cinema

Fulvia Franco nel film Scapricciatiello (1955)

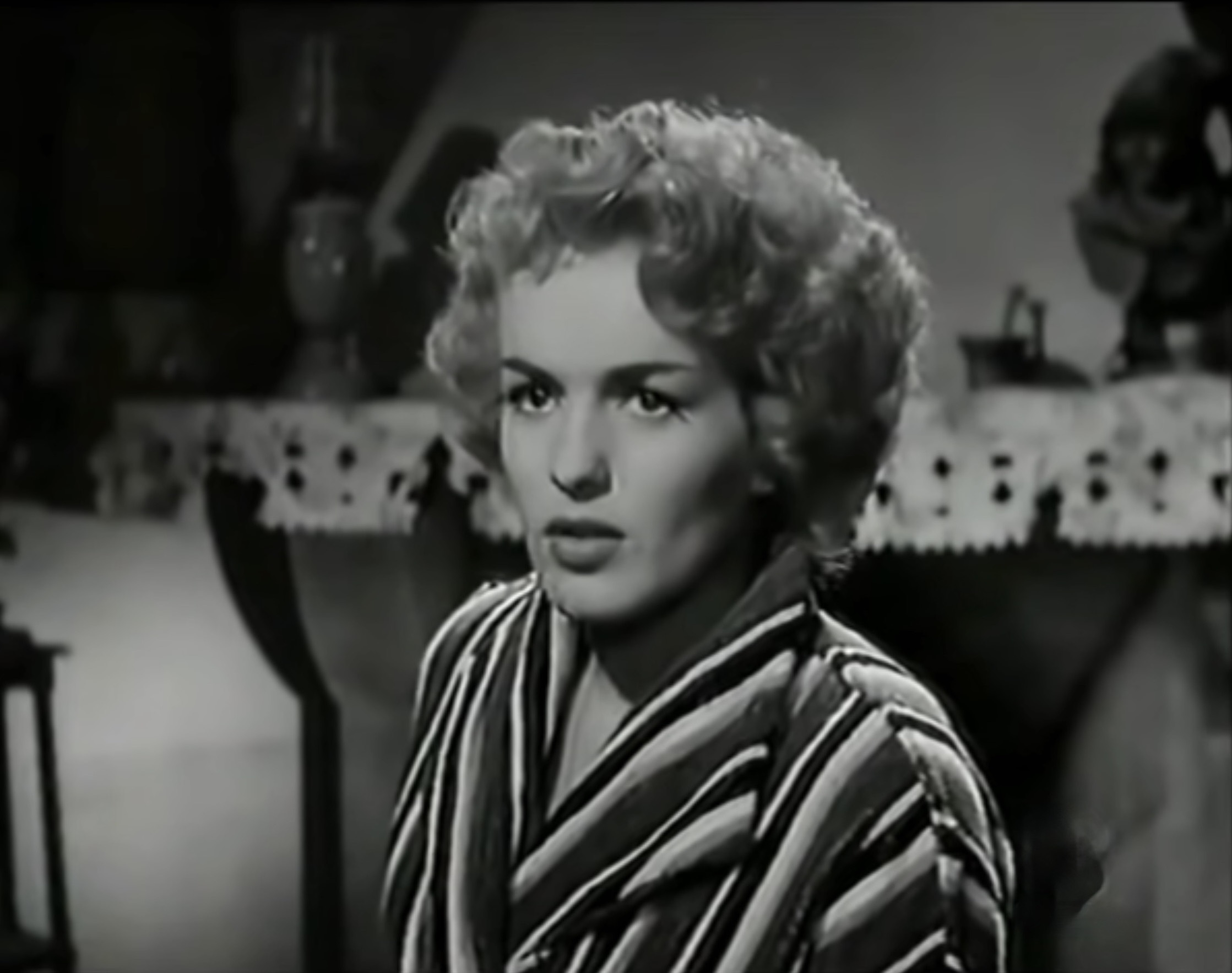
Fulvia Franco nel film La rossa (1955)

- Totò al Giro d'Italia, regia di Mario Mattoli (1948)
- Romanticismo, regia di Clemente Fracassi (1951)
- Primo premio: Mariarosa, regia di Sergio Grieco (1952)
- Il romanzo della mia vita, regia di Lionello De Felice (1952)
- Bellezze in motoscooter, regia di Carlo Campogalliani (1952)
- Totò a colori, regia di Steno (1952)
- Agenzia matrimoniale, regia di Giorgio Pàstina (1952)
- Finalmente libero, regia di Mario Amendola, Ruggero Maccari (1953)
- Tripoli, bel suol d'amore, regia di Ferruccio Cerio (1954)
- Carovana di canzoni, regia di Sergio Corbucci (1954)
- Bertoldo, Bertoldino e Cacasenno, regia di Mario Amendola, Ruggero Maccari  (1954)
- Totò all'inferno, regia di Camillo Mastrocinque (1955)
- Scapricciatiello, regia di Luigi Capuano (1955)
- La rossa, regia di Luigi Capuano (1955)
- La catena dell'odio, regia di Piero Costa (1955)
- La moglie è uguale per tutti, regia di Giorgio Simonelli (1955)
- Le avventure di Giacomo Casanova, regia di Steno (1955)
- Donne, amore e matrimoni, regia di Roberto Bianchi Montero (1956)
- Il cavaliere dalla spada nera, regia di Ladislao Kish, Luigi Capuano (1956)
- A sud niente di nuovo, regia di Giorgio Simonelli (1956)
- Onore e sangue, regia di Luigi Capuano (1957)
- Peppino, le modelle e... "chella llà", regia di Mario Mattoli (1957)
- Buongiorno primo amore!, regia di Marino Girolami e Antonio Momplet (1957)
- Totò, Vittorio e la dottoressa, regia di Camillo Mastrocinque (1957)
- Le belle dell'aria, regia di Mario Costa e Eduardo Manzanos Brochero (1957)
- La tempesta, regia di Alberto Lattuada (1958)
- Ercole e la regina di Lidia, regia di Pietro Francisci (1959)
- L'arciere nero, regia di Piero Pierotti (1959)
- A noi piace freddo...!, regia di Steno (1960)
- Ercole sfida Sansone, regia di Pietro Francisci (1963)
- Obiettivo ragazze, regia di Mario Mattoli (1963)
- L'amore difficile, regia di Alberto Bonucci, Sergio Sollima, Nino Manfredi e Luciano Lucignani (1963)
- Queste pazze, pazze donne, regia di Marino Girolami (1964)
- Alta infedeltà, regia di Franco Rossi, Elio Petri, Luciano Salce, Mario Monicelli (1964)
- Alla conquista dell'Arkansas (Die Goldsucher von Arkansas), regia di Paul Martin (1964)
- Letti sbagliati, regia di Luigi Zampa (1965)
- Una bara per lo sceriffo, regia di Mario Caiano (1965)
- Una rete piena di sabbia, regia di Elio Ruffo (1966)
- L'armata Brancaleone, regia di Mario Monicelli (1966)
- I due figli di Ringo, regia di Giorgio Simonelli (1967)
- Il magnifico texano, regia di Luigi Capuano (1967)
- Brutti di notte, regia di Giovanni Grimaldi (1968)
- Don Chisciotte e Sancio Panza, regia di Giovanni Grimaldi (1968)
- Mercanti di vergini, regia di Renato Dall'Ara (1969)
- Tara Pokì, regia di Amasi Damiani (1971)

### Televisione
- Più rosa che giallo – serie TV, episodio 1x05 (1962)
- Le spie (I Spy) – serie TV, episodio 2x03 (1966)

## Doppiatrici
- Rosetta Calavetta in Tripoli, bel suol d'amore, Totò al giro d'Italia, Romanticismo, Primo premio:  Mariarosa, La moglie è uguale per tutti
- Dhia Cristiani in Il romanzo della mia vita, Peppino, le modelle e... "chella llà"
- Lydia Simoneschi in Finalmente libero, Letti sbagliati
- Flaminia Jandolo in Totò, Vittorio e la dottoressa, A noi piace freddo...!
- Clelia Bernacchi in Ercole e la regina di Lidia
- Benita Martini in Brutti di notte

## Citazioni e omaggi
- Il 26 e 27 settembre 2011 Rai 1 ha trasmesso la miniserie dal titolo Tiberio Mitri - Il campione e la miss, dedicata alla vita di Tiberio Mitri, diretta da Angelo Longoni e interpretata nel ruolo di Fulvia Franco da Martina Stella. La messa in onda della miniserie, in prima visione, era prevista inizialmente per il 6 e il 7 marzo 2011 sempre su Rai 1, ma pochi giorni prima è stata sospesa a scopo cautelativo, per via di una causa civile aperta dal nipote di Mitri al fine di tutelare l'immagine dei nonni.[5]